# Takács György (labdarúgó)
Takács György (Győr, 1924. október 10. – Budapest, 1994. december 17. ) labdarúgó, balhátvéd, edző.

## Pályafutása

### Klubcsapatban
1949 előtt az NJTC és ETC labdarúgója volt. 1949 és 1962 a Csepel SC játékosa volt, ahol 1958–59-ben bajnokságot nyert a csapattal. A Csepel csapatában összesen 287 bajnoki mérkőzésen szerepelt.

### A válogatottban
1953 és 1955 között 3 alkalommal szerepelt a válogatottban. Kétszeres B-válogatott (1951–58).

### Edzőként
1962 és 1983 között a Csepel SC utánpótlás, ifjúsági, serdülő csapatának edzője és az első csapat pályaedzője volt.

## Sikerei, díjai
- Magyar bajnokság
  - bajnok: 1958–59

## Statisztika

### Mérkőzései a válogatottban
| Magyarország | Magyarország         | Magyarország            | Magyarország  | Magyarország | Magyarország | Magyarország | Magyarország | Magyarország |
| #            | Dátum                | Helyszín                | Hazai         | Eredmény     | Vendég       | Kiírás       | Gólok        | Esemény      |
| ------------ | -------------------- | ----------------------- | ------------- | ------------ | ------------ | ------------ | ------------ | ------------ |
| 1.           | 1953. október 4.     | Szófia, Levszki-stadion | Bulgária      | 1 – 1        | Magyarország | barátságos   | -            |              |
| 2.           | 1955. szeptember 25. | Budapest, Népstadion    | Magyarország  | 1 – 1        | Szovjetunió  | barátságos   | -            |              |
| 3.           | 1955. október 2.     | Prága, Strahov-stadion  | Csehszlovákia | 1 – 3        | Magyarország | Európa-kupa  | -            |              |
|              | Összesen             |                         |               | 3            | mérkőzés     |              | 0            | gól          |